# اندیس تنگ چناه
تنگ چناه یک اندیس فلزی است که در حوالی شهر نیر استان یزد قرار دارد و مادهٔ معدنی موجود در آن، مس است.  